# Gerhard Ahlhorn
Gerhard Ahlhorn (né le 7 juin 1815 à Jade et mort le 27 décembre 1906 dans la même ville) est agriculteur, temporairement président du parlement oldenbourgeois (de) et député du Reichstag.

## Biographie
Ahlhorn est le fils de Johann Friedrich Ahlhorn, qui possède cinq fermes et deux moulins à Jade et à Schweiburg. Il étudie à l'école primaire et termine une éducation agricole. Il voyage ensuite beaucoup à travers la Russie, l'Angleterre, la France et même l'Afrique du Nord. En 1842, il épouse Anna Margarethe Öltjen (1821-1876), le mariage reste sans enfant. Son indépendance économique permet à Ahlhorn de poursuivre une activité politique intense à partir des années 1850, au cours desquelles il devint l'un des dirigeants des libéraux de gauche d'Oldenbourg et de la direction du Parti progressiste d'Oldenbourg. De 1856 à 1893, il est membre ininterrompu du parlement oldenbourgeois (de), au sein duquel il se distingue en tant que membre et plus tard également président de la commission des finances. Il est également vice-président de 1872 à 1876 et de 1878 à 1893 et président du parlement de 1876 à 1878.
Après une tentative infructueuse en 1877, il remporte en 1881 un siège au Reichstag pour le Parti progressiste allemand dans la 2e circonscription de la province de Hanovre (Aurich, Wittmund, Leer). Aux élections de 1884, cependant, il ne peut maintenir son mandat.